# Изборна скупштина САНУ 2003.
Изборна Скупштина за избор нових чланова Српске академије наука и уметности (САНУ) одржана је 30. октобра 2003. у Београду, у свечаној сали зграде САНУ. Од 93 кандидата изабрано је осам редовних, 29 дописних, шест ван радног састава и 17 иностраних чланова.

## О изборној Скупштини
Српска академија наука и уметности основана је 1. новембра 1886. Првих 16. академика поставио је указом краљ Милан Обреновић 5. априла 1887, а затим су нове чланове бирали сами академици на својим изборним Скупштинама.
Овим изборним скупштинама Академија се обнављала и подмлађивала, и у томе је њихов велики значај. Према Статуту из 1988. изборна Скупштина се одржава сваке треће године. У овом чланку налазе се информације о резултатима изборне скупштине одржане 30. октобра 2003, посебно за редовне, дописне, чланове ван радног састава и иностране чланове. Ради прегледности информације су разврстане према одељењима, којих је тада било осам.
Пре ове Скупштине радни састав САНУ бројао је 133 члана, од чега је 100 редовних а 33 дописна члана, а после ове Скупштине радни састав САНУ броји 162 члана, од чега је 108 редовних а 54 дописних.
Број гласова потребних за избор редовног члана био је 46. Близу те бројке били су Душан Ковачевић (43), Милосав Тешић (42) и Андреј Митровић (40) који нису изабрани. Књижевнику Горану Петровићу недостајала су четири гласа да би био изабран за дописног члана.
За информације о осталим изборним скупштинама погледајте Изборне скупштине САНУ.

## Резултати
| Име и презиме         | Год. рођења и смрти | Професија           | Одељење                                   |
| --------------------- | ------------------- | ------------------- | ----------------------------------------- |
| Федор Хербут          | 1932-2023           | физичар             | одељење за математику, физику и гео-науке |
| Драгослав Маринковић  | 1934-2024           | молекуларни биолог  | одељење хемијских и биолошких наука       |
| Ђорђе Ђукић           | 1943-2019           | инжењер машинства   | одељење техничких наука                   |
| Миодраг Остојић       | 1946                | кардиолог           | одељење медицинских наука                 |
| Александар Младеновић | 1930-2010           | лингвиста           | одељење језика и књижевности              |
| Иван Клајн            | 1937-2021           | филолог             | одељење језика и књижевности              |
| Тибор Варади          | 1939                | правник             | одељење друштвених наука                  |
| Гојко Суботић         | 1931                | историчар уметности | одељење историјских наука                 |

| Име и презиме           | Год. рођења и смрти | Професија                          | Одељење                                   |
| ----------------------- | ------------------- | ---------------------------------- | ----------------------------------------- |
| Стеван Пилиповић        | 1950                | математичар                        | одељење за математику, физику и гео-науке |
| Ђорђе Шијачки           | 1947                | физичар                            | одељење за математику, физику и гео-науке |
| Видојко Јовић           | 1956-2024           | геолог-геохемичар                  | одељење за математику, физику и гео-науке |
| Драган Шкорић           | 1937                | агроном                            | одељење хемијских и биолошких наука       |
| Марко Анђелковић        | 1945-2020           | биолог                             | одељење хемијских и биолошких наука       |
| Миљенко Перић           | 1949                | физикохемичар                      | одељење хемијских и биолошких наука       |
| Никола Туцић            | 1946-2015           | биолог                             | одељење хемијских и биолошких наука       |
| Нинослав Стојадиновић   | 1950-2020           | електроничар                       | одељење техничких наука                   |
| Зоран Ђурић             | 1941-2021           | техничка физика                    | одељење техничких наука                   |
| Нинослав Радовановић    | 1940                | кардиохирург                       | одељење медицинских наука                 |
| Драган Мицић            | 1950                | интерниста ендокринолог            | одељење медицинских наука                 |
| Миодраг Чолић           | 1953                | физиолог-имунолог                  | одељење медицинских наука                 |
| Сава Перовић            | 1937-2010           | дечји хирург, уролог               | одељење медицинских наука                 |
| Радоје Чоловић          | 1944                | хирург                             | одељење медицинских наука                 |
| Јован Хаџи-Ђокић        | 1944                | уролог                             | одељење медицинских наука                 |
| Владисав Стефановић     | 1943-2015           | нефролог                           | одељење медицинских наука                 |
| Нада Милошевић-Ђорђевић | 1934-2021           | историчар књижевности, фолклориста | одељење језика и књижевности              |
| Александар Лома         | 1955                | лингвиста, етимолог                | одељење језика и књижевности              |
| Предраг Пипер           | 1950-2021           | лингвиста, слависта                | одељење језика и књижевности              |
| Милорад Радовановић     | 1947-2020           | лингвиста                          | одељење језика и књижевности              |
| Часлав Оцић             | 1945                | економиста                         | одељење друштвених наука                  |
| Данило Баста            | 1945                | правник                            | одељење друштвених наука                  |
| Коста Чавошки           | 1941                | правник                            | одељење друштвених наука                  |
| Момчило Спремић         | 1937                | историчар                          | одељење историјских наука                 |
| Љубомир Максимовић      | 1938                | византолог                         | одељење историјских наука                 |
| Борислав Јовановић      | 1930-2015           | археолог                           | одељење историјских наука                 |
| Душан Оташевић          | 1940                | сликар                             | одељење ликовне и музичке уметности       |
| Тодор Стевановић        | 1937                | сликар, писац                      | одељење ликовне и музичке уметности       |
| Милан Лојаница          | 1939-2024           | архитекта                          | одељење ликовне и музичке уметности       |

| Име и презиме      | Год. рођења и смрти | Професија           | Одељење                             |
| ------------------ | ------------------- | ------------------- | ----------------------------------- |
| Станко Стојилковић | 1950.               | неуроендокринолог   | одељење хемијских и биолошких наука |
| Ненад Костић       | 1952.               | хемичар, биохемичар | одељење хемијских и биолошких наука |
| Драган Швракић     | 1952.               | психијатар          | одељење медицинских наука           |
| Милан Стевановић   | 1947.               | хирург-ортопед      | одељење медицинских наука           |
| Загорка Гавриловић | 1926-2009           | историчар уметности | одељење историјских наука           |
| Иван Јевтић        | 1947.               | композитор          | одељење ликовне и музичке уметности |

| Име и презиме       | Год. р. и с. | Професија                       | Одељење                                   |
| ------------------- | ------------ | ------------------------------- | ----------------------------------------- |
| Вилијам Н. Еверит   | 1924-2011    | математичар                     | одељење за математику, физику и гео-науке |
| Дитрих Х. Велте     | 1935-2025    | геохемичар                      | одељење за математику, физику и гео-науке |
| Јулиус Вес          | 1934-2007    | физичар                         | одељење за математику, физику и гео-науке |
| Франсиско Ј. Ајала  | 1934-2023    | биолог                          | одељење хемијских и биолошких наука       |
| Стенли Прусинер     | 1942.        | физиолог; Нобеловац             | одељење хемијских и биолошких наука       |
| Милош Ерцеговац     | 1942.        | електротехничар                 | одељење техничких наука                   |
| Зоран Д. Поповић    | 1941.        | електротехничар                 | одељење техничких наука                   |
| Миодраг Радуловачки | 1933-2014    | неурофизиолог                   | одељење медицинских наука                 |
| Гаетано Тијене      | 1947.        | кардиолог                       | одељење медицинских наука                 |
| Хенри Вагнер        | 1927-2012    | радиолог                        | одељење медицинских наука                 |
| Вељко Влаисављевић  | 1950.        | гинеколог                       | одељење медицинских наука                 |
| Роналд Харвуд       | 1934-2020    | књижевник                       | одељење језика и књижевности              |
| Стенли Розен        | 1929-2014    | филозоф                         | одељење друштвених наука                  |
| Ноам Чомски         | 1929.        | филозоф, лингвиста              | одељење друштвених наука                  |
| Вејн Вучинић        | 1913-2005    | историчар                       | одељење историјских наука                 |
| Цветан Грозданов    | 1936-2018    | историчар уметности, византолог | одељење историјских наука                 |
| Томе Серафимовски   | 1935-2016    | вајар                           | одељење ликовне и музичке уметности       |

## Кандидати који нису изабрани
За редовне чланове предложено је 11 кандидата а нису изабрани из Одељења језика и књижевности Душан Ковачевић и Милосав Тешић, из Одељења историјских наука Андреј Митровић који није имао подршку свог Одељења.
За дописне чланове од предложених 57 изабрано је њих 29 а није 28, међу онима који нису изабрани био је из Одељења језика и књижевности Горан Петровић, из Одељења друштвених наука Мирко Зуровац, из Одељења историјских наука Михаило Војводић сви са подршком Одељења. Без подршке свог Одељења нису изабрани из Одељења друштвених наука Драган Симеуновић и Вукашин Павловић, из Одељења ликовне и музичке уметности сликар Бранко Миљуш, из Одељења медицинских наука Радмило Рончевић. За дописне чланове немамо комплетан списак кандидата који нису изабрани, познато је да је 27 кандидата имало подршку свог Одељења а њих 30 није. Међу изабранима који нису имали подршку су у Одељењу медицинских наука Нинослав Радовановић и Јован Хаџи-Ђокић осим њих без подршке је остало још десет кандидата за дописне чланове тог Одељења.
Од чланова ван радног састава од предложених осам изабрано је шест.
Сви кандидати за иностране чланове су изабрани, њих укупно 17.